# Leida Lepik
Leida Lepik, née le 13 décembre 1968 à Vilsandi et morte le 14 mars 2022, est une géographe et cartographe estonienne. Elle est connue pour son travail dans la maison d'édition de cartes Regio, dont la réalisation de l'Atlas national estonien. Sa promotion de la cartographie estonienne est récompensée par l'ordre de l’Étoile blanche d'Estonie.

## Biographie

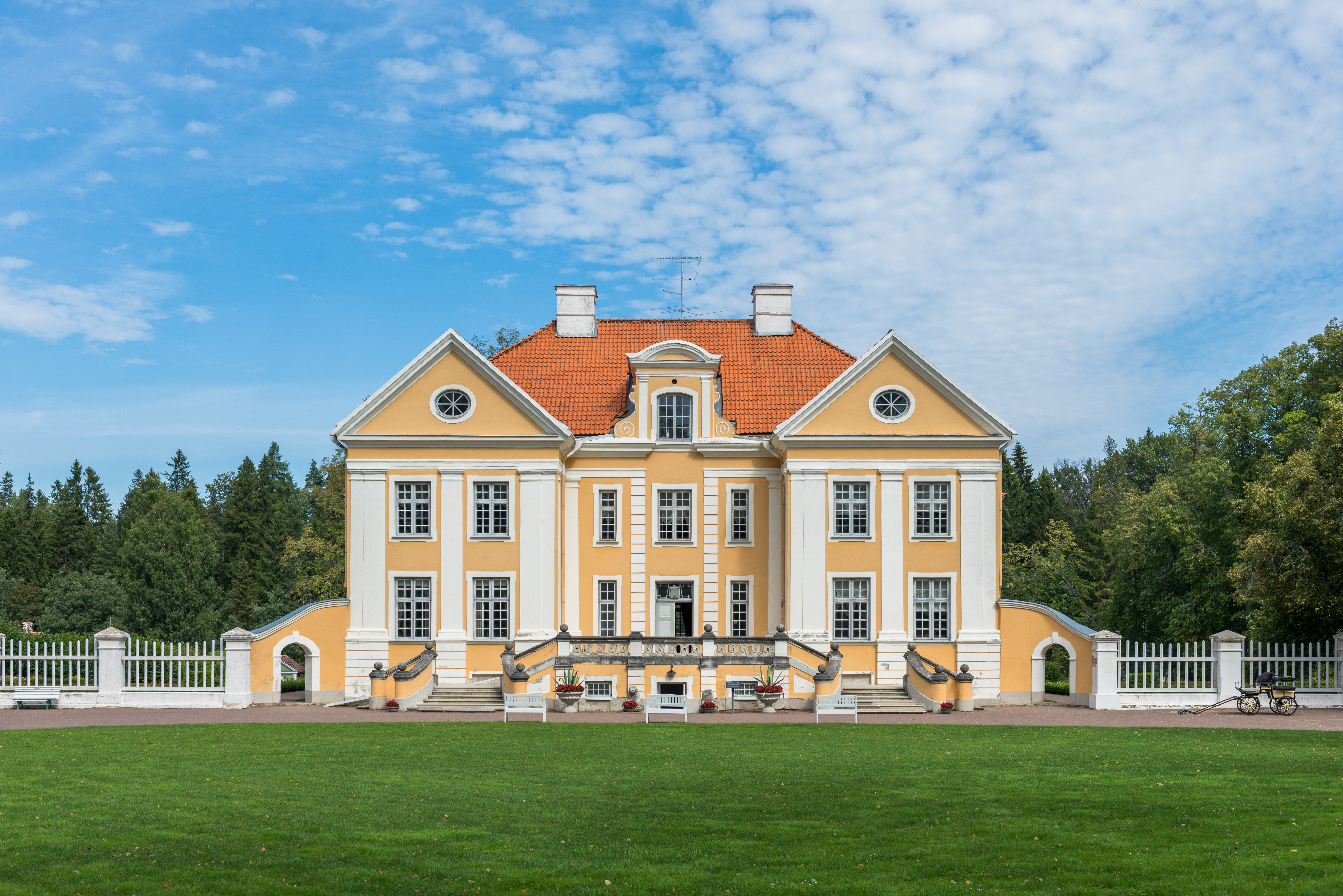
Manoir de Palmse.

Leida Lepik naît le 13 décembre 1968 à Vilsandi et grandit au manoir de Palmse dans le nord de l'Estonie,. Sa famille accorde beaucoup d'importance à la connaissance de la nature et de la culture estonienne. D'après elle, c'est de ses nombreuses randonnées que lui vient sa passion des cartes. Elle fait sa scolarité à Võsu et Rakvere avant d'entrer à la faculté en 1986. Elle est diplômée de géographie de l'université de Tartu en 1991. En 1998, elle soutient un mémoire de maîtrise sur l'évolution des unités administratives des cartes estoniennes.
Passionnée de voyages et de bateaux, elle est marin et mécène en achetant des folkboot nordiques (en), des voiliers suédois, afin d'en développer la pratique dans son pays,. Elle participe activement au musée Heimtali sur la vie populaire,.
Elle meurt le 14 mars 2022.

## Carrière
Leida Lepik réalise la plupart de sa carrière dans la maison d'édition de cartes Regio (et) issue du département de géographie et première société de cartographie d'après-guerre en Estonie soviétique. Elle fait partie des premières employées, en assure le développement et la promotion avant d'en prendre la direction,. Elle y développe les cartes routières au 1/150000e, échelle la plus précise à l'époque pour l'ensemble du pays. Elle indique porter une attention particulière sur les titres publiés, la qualité des données représentées ou les types de pliages de cartes.
Elle joue un rôle central dans la réalisation de l'Atlas national estonien publié en 2019. Ce travail permet le développement d'une cartographie indépendante pour l'Estonie. Cette réalisation lui vaut l'ordre de l’Étoile blanche d'Estonie en 2021.

## Distinctions
- Ordre de l'Étoile blanche d'Estonie de 4e classe, en 2021
- Membre de la Société géographique estonienne[2]
- Membre de la Société estonienne de géoinformatique[2]

## Publications
- (et) Leida Lepik, Toomas Kiho, Raivo Aunap et Jüri Jagomägi, Eesti linnad I: linnaplaanid, huviväärsused [« Villes estoniennes I : plans de ville, lieux d'intérêt »], Regio, 1992
- (et) Leida Lepik, Uus eestikeelne maakera. Gloobuse nimeindeks [« Le nouveau globe en langue estonienne. Index des noms de globe »], Regio, 1996
- (et) Leida Lepik, Regina Lukk-Toompere et Maris Pruuli, Maiasmoka atlas [« Atlas sucré »], Regio, 2014, 136 p.
- (en) The national atlas of Estonia [« L'Atlas national estonien »], Regio, 2019, 423 p. (ISBN 9789949599622)